# Opiumskrigene
Opiumskrigene var to krige der blev udkæmpet mellem England og Kina. I den anden af krigene kæmpede Frankrig sammen med England. 
Første opiumskrig brød ud 1839. Al modstand blev brutalt slået ned af de britiske styrker, og kineserne var i 1842 tvunget til at signere Nankingaftalen. Den tvang Kina til at betale skadeserstatninger, overlade Hongkong til England, og åbne fem havne for handel, blandt andet Kanton og Shanghai.
Anden opiumskrig brød ud 1856, efter at nogle kinesiske embedsmænd havde bordet skibet Arrow og strøget det britiske flag. Franskmændene tilsluttede sig hurtigt med motiveringen, at kineserne havde slået en fransk missionær ihjel. Kina blev tvunget til endnu en fornedrende fredsaftale, Tianjintraktaten, som førte til, at opiumsimporten blev legaliseret. Kineserne vægrede sig dog mod at underskrive aftalen, og nye stridigheder brød ud. Vestalliancen svarede med at invadere Peking, hvor det kejserlige sommerpalads afbrændtes. I 1860 måtte Kina underskrive aftalen, som nu blev udvidet og blev til Peking-traktaten.